# Ballester-Molina
Die Ballester-Molina (auch bekannt als HAFDASA, nach dem Kürzel des Herstellers Hispano-Argentina Fábrica de Automóviles SA) ist eine halbautomatische argentinische Pistole im Kaliber .45 ACP, deren Design auf der Pistole Colt M1911 basiert.
Die Waffe wurde von den Streitkräften Argentiniens, aber auch von den britischen Kommandoeinheiten, genutzt.
Auf der rechten Seite des Gehäuses oberhalb des Abzuges befindet sich die Seriennummer und auf der linken Seite des Schlittens die folgende eingravierte Beschriftung:

PISTOLA AUTOMATICA CAL.45.FABRICADA POR “HAFDASA”
PATENTES INTERNATIONALES “BALLESTER-MOLINA”
INDUSTRIA ARGENTINA